# Jean Bréhal
Pour les articles homonymes, voir Bréhal (homonymie).
Jean Bréhal, né vers 1400 en Normandie et mort en 1479 à Évreux, était un dominicain, inquisiteur de France, prieur du couvent Saint-Jacques de Paris.
Il a rouvert le procès de Jeanne d'Arc.

## Biographie
Jean Bréhal fait sa profession de foi  chez les Dominicains d'Évreux et  restera toute sa vie fidèle à Évreux. Il a suivi sept ans d'études philosophiques et théologiques à l'université de Caen, soutenu financièrement par les Ébroïciens. Dix ans plus tard, résidant à Paris, il devient inquisiteur de France pour le nord du pays, puis élu prieur à Saint-Jacques et il est choisi pour réviser le procès de condamnation de Jeanne d'Arc. En 1474, il revient à son couvent Saint-Louis d'Évreux, vicaire du maître de l'ordre, et tente de réformer la vie des Dominicains en encourageant un retour à la pauvreté et à la communauté des biens.

## Le procès en nullité de la condamnation de Jeanne d'Arc
Jean Brehal joue un rôle essentiel dans ce procès.
Il est chargé de cette affaire par le cardinal Guillaume d'Estouteville ; il entend à Rouen les premiers témoins cités, il cherche partout dans le royaume des informations sur la vie de Jeanne d'Arc et demande des conseils aux juristes et théologiens de France et d'Europe comme à Thomas Basin, évêque de Lisieux. En 1455, Calixte III, le pape, étant favorable à la révision du procès, Jean Brehal continue son enquête avec les trois mandataires du pape : Jean Jourvenel des Ursins, archevêque de Reims, Guillaume Chartier, évêque de Paris et Richard Olivier de Longueil, évêque de Coutances.
Il écrit deux ouvrages ; dans le premier, le Summarium, il expose les faits ; dans le second, il réfute point par point les accusations portées contre Jeanne d'Arc en se fondant sur la théologie et le Droit canon.
Le 7 juillet 1456, à Rouen, lorsque la sentence de nullité est prononcée, il est présent. Ensuite, il conduit des processions d'expiation ; à Orléans, il préside des fêtes commémoratives puis il se rend à Rome pour conclure l'affaire.